# Galtara pustularia
Galtara pustularia är en fjärilsart som beskrevs av Walker 1862. Galtara pustularia ingår i släktet Galtara och familjen björnspinnare. Inga underarter finns listade i Catalogue of Life.